# 格鲁瓦斯
格鲁瓦斯（法語：Groises，法語發音：[ɡʁwaz]）是法国谢尔省的一个市镇，属于布尔日区。

## 地理
格鲁瓦斯（47°12'33"N, 2°48'35"E）面积17.63 平方千米，位于法国中央-卢瓦尔河谷大区谢尔省，该省份为法国中部省份，北起卢瓦雷省，西接卢瓦-谢尔省和安德尔省，南至克勒兹省，东南接阿列省，东临涅夫勒省。
与格鲁瓦斯接壤的市镇（或旧市镇、城区）包括：阿济、埃特雷希、弗村、雅洛涅、吕尼香槟。

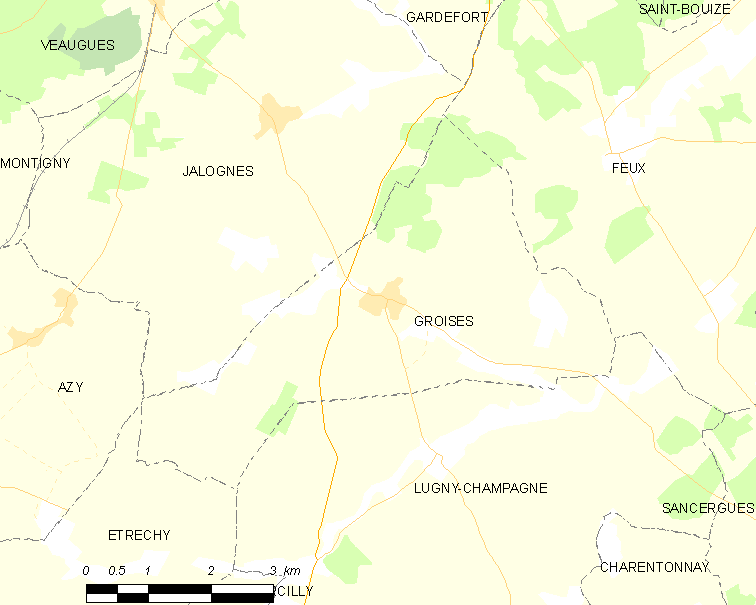
格鲁瓦斯的OSM定位图

格鲁瓦斯的时区为UTC+01:00、UTC+02:00（夏令时）。

## 行政
格鲁瓦斯的邮政编码为18140，INSEE市镇编码为18104。

## 政治
格鲁瓦斯所属的省级选区为阿沃尔县。

## 人口

1962-2008年间格鲁瓦斯人口变化图示

格鲁瓦斯于2022年1月1日时的人口数量为131人。